# Camptotypus pulchripennis
Camptotypus pulchripennis là một loài tò vò trong họ Ichneumonidae.